# Saint-Martin-d'Ablois

Saint-Martin-d'Ablois este o comună în departamentul Marne, Franța. În 2009 avea o populație de 1,482 de locuitori.